# Emma Edgcumbe
Lady Emma Sophia Edgcumbe, contessa Brownlow (Londra, 28 luglio 1791 – Belton Lodge, 28 gennaio 1872), è stata una nobildonna inglese.

## Biografia
Era la figlia di Richard Edgcumbe, II conte di Mount Edgcumbe, e di sua moglie, Lady Sophia Hobart.

### Matrimonio
Sposò, il 17 luglio 1828, a Londra, John Cust, I conte Brownlow, figlio di Brownlow Cust, I barone Brownlow, e di sua moglie, lady Frances Bankes. Emma era la sua terza moglie e non ebbero figli.
Ha ricoperto la carica di Lady of the Bedchamber della regina consorte Adelaide tra il 1830 e il 1849. Ha scritto il libro "Reminiscenze di un settantenne" (1802-1815), pubblicato nel 1868.

### Morte
Morì il 28 gennaio 1872, all'età di 80 anni, a Belton Lodge, nel Devon.